# 헉터 루이스 버스타맨트
엑토르 루이스 부스타만테(스페인어: Héctor Luis Bustamante, 영어: Hector Luis Bustamante 헥터 루이스 부스터만테이[*], 1972년 3월 12일 ~ )는 콜롬비아와 미국의 배우이다.
메데인에서 태어났다.

## 출연 작품
- 게리슨 7 (2018년)
- 육체와 모래 (2017년)
- 피닉스 포가튼 (2017년)
- 파라노말 액티비티: 더 마크드 원스 (2014년)
- 노아-40일간의기적 (2012년) - 브루스 역
- 오버 더 카운터 (2010년) - 헥터 역
- 제이다 (2008년) - 헤르난데즈 역
- 리틀 걸 로스트 (2008년) - 페드로 역
- 어느날 갑자기 (2006년)
- 호스티지 (2005년)

### 텔레비전
- 크로싱 조단 시즌1 (2001년)